# Isla Chata (Malvinas)
La isla Chata (en inglés: Flat Jason Island) es una isla del noroeste del archipiélago de las Malvinas, que forma parte del grupo de las "islas Las Llaves" y se encuentra al oeste de la isla Afelpada del Norte y al norte de la isla Pan de Azúcar.
El extremo norte de este accidente geográfico es uno de los puntos que determinan las líneas de base de la República Argentina, a partir de las cuales se miden los espacios marítimos que rodean al archipiélago.